# Road Runner Railway
Road Runner Railway is een stalen achtbaan in Six Flags Great Adventure.
Road Runner Railway heeft 1 trein met 6 karretjes waarin 2 personen kunnen. Dit brengt het totaal op 12 personen per trein. Omdat het parcours heel erg klein is mogen de bezoekers twee keer. Hoewel de Road Runner Railway Officieel een achtbaan is wordt het meestal gezien als een gewone attractie omdat het parcours slechts 85 meter lang is en één rondje slechts 24 seconden duurt.